# 卵翅蛾科
卵翅蛾科（学名：Neopseustidae）也称蛉蛾科、新顶蛾科、无轭毛顶蛾科，为鳞翅目的一科昆虫。本科是鳞翅目昆虫较为稀有的类群，全世界仅记录4属14种，分布于印度、缅甸、中国及智利、阿根廷等地区。

## 创建
1909年，英国昆虫学家爱德华·梅里克（E.Meyrick）描述了一种发现于印度卡西丘陵的昆虫，命名为 Neopseustis calliglauca，创立了新属蛉蛾属（Neopseustis ），放在小翅蛾科（Micropterygidae）毛顶蛾亚科（Eriocranianae）内。1925年德国昆虫学家埃里希·马丁·黑林（Erich Martin Hering）发表了采集自台湾的臺灣卵翅蛾（Neopseustis meyricki），同时讨论了蛉蛾属，以此建立了“蛉蛾科（卵翅蛾科）”。但是黑林误认为本科物种没有翅轭的，而前翅基部臀叉的“兜”是代表另一类的连锁器。因而本科有“无轭毛顶蛾”、“缺轭蛾”等中文译名。

## 形态特征
本科物种保留有翅轭但无翅缰，排泄腔发育不完全，受精囊管以及腹输卵管为波曲状。前胸叉突的侧臂细长，从基部向上伸在背面。上腭的收肌与展肌均非常发达。

## 下属分类
- Apoplania Davis, 1975
- 扇鳞蛾属/长距蛾属 Nematocentropus Hwang, 1965
- 蛉蛾属/卵翅蛾属 Neopseustis Meyrick, 1909
- Synempora Davis and Nielsen, 1980